# Akseli Gallen-Kallela
Akseli Gallen-Kallela de son vrai nom Axel Waldemar Gallén (né le 26 avril 1865 à Pori, en Finlande, et mort le 7 mars 1931 à Stockholm, en Suède) est un peintre et graveur finlandais de la fin du XIXe et du début du XXe siècle.
Il est l'un des artistes finlandais  les plus connus internationalement. Son œuvre est associée aux styles nationaliste romantique, symboliste et réaliste.

## Biographie

### Jeunesse

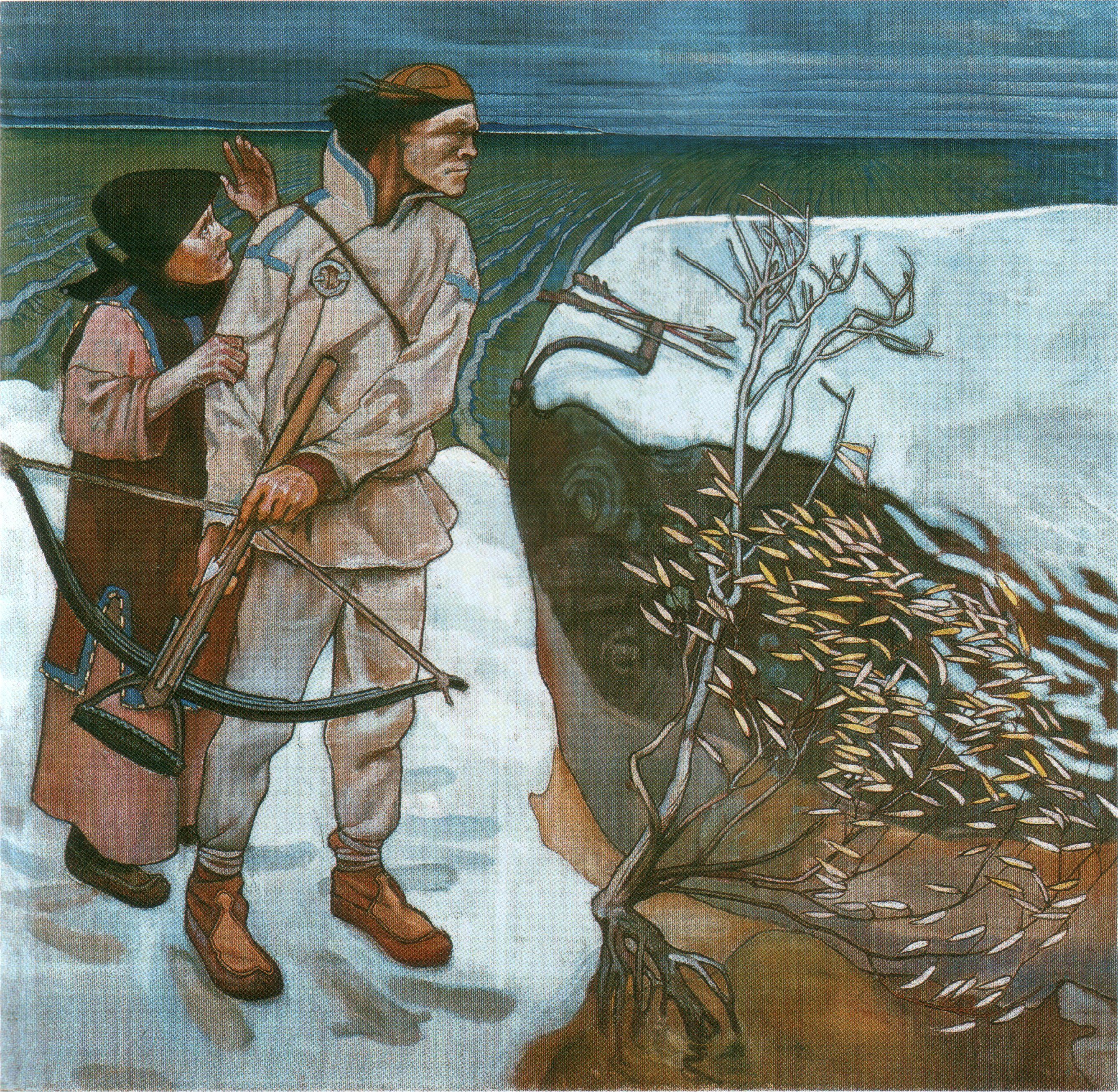
La Revanche de Joukahainen, 1897.

Axel Waldemar Gallén naît dans une famille suédophone. Axel est le troisième enfant du second mariage de son père avec Anna Mathilda (née Wahlroos en 1832). Il a 12 frères et sœurs.
Son père Peter Wilhelm Gallén (1817–1879) est employé comme caissier de la Banque de Finlande à Pori, il est aussi propriétaire à Tyrvää d'un élevage de chevaux et de deux autres terrains, soit en tout environ 150 hectares. Axel Waldemar passe sa jeunesse dans le domaine de Jaatsi. Ensuite, son père est successivement chef de police rurale, avocat, dans les années 1850, il met en place une bibliothèque, puis la Caisse d'épargne de Tyrvää et une vingtaine d'années plus tard la première école publique. Le père d'Axel meurt à l'âge de 62 ans alors qu'Axel a 14 ans. Sa mère Anna Mathilda vivra en bonne santé jusqu'à 90 ans.
Axel admire les agriculteurs de langue finnoise, il fait connaissance avec les paysans et apprend le finnois avec son père et avec les domestiques.
À l'automne 1876, Axel, avec son frère aîné Cleas Uno et son cadet Hugo Walter, sont envoyés au lycée normal suédois d’Helsinki.
Axel ne se plaît pas au lycée, les cours de latin et de religion sont les plus ennuyeux.
Il se passionne pour les exercices de dessin.
Déjà dans sa période scolaire, Axel n'accepte pas entre autres la théorie raciale de August Sohlman et de Peter Andreas Munch sur l'origine asiatique des Finlandais auxquels les Suédois auraient apporté la culture.
Au cours des années 1870, Axel commence à lire le Kalevala, ce que n'apprécie pas du tout sa mère Mathilda, qui est porteuse de la théorie suédoise du Scandinavisme et perçoit les Finlandais comme un peu grossiers et péquenots.

### Formation artistique

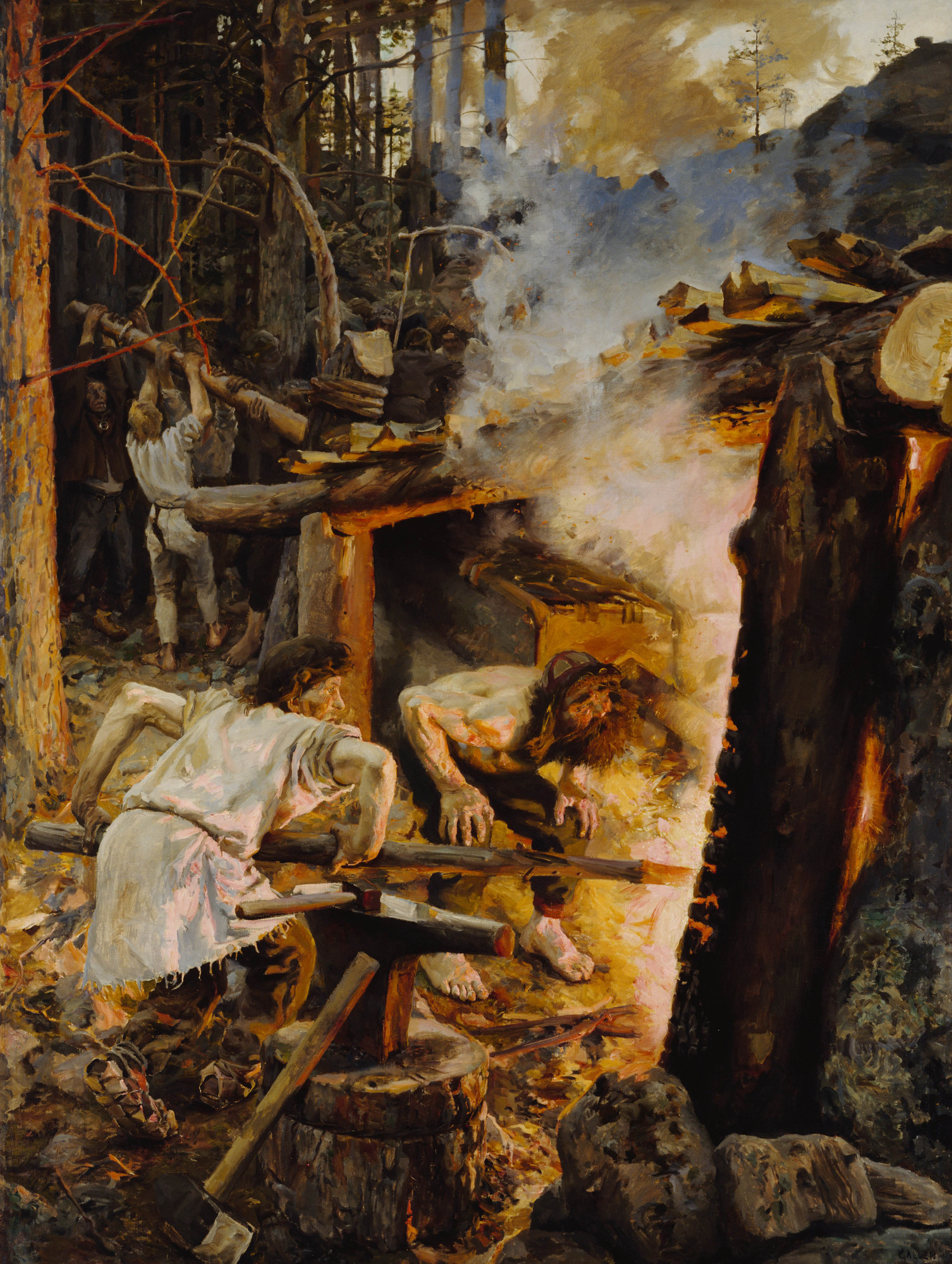
Le Forgeage du Sampo, 1893.

Dès 1878, Axel commence, après ses journées de lycée, à fréquenter l'école de dessin de l'Académie des beaux-arts d'Helsinki. L'automne 1879, son père, Peter Gallén, meurt brutalement. L'été suivant, à l'âge de 15 ans, Axel voyage pour la première fois en dehors des frontières du Grand-duché de Finlande pour Tallinn, où son demi-frère Peter Wilhelm Gallén est vétérinaire en chef.
Au printemps 1881, Axel peut enfin abandonner ses cours au lycée, ce que son père n'avait jamais accepté et ainsi il ne passera jamais son baccalauréat. La même année, il s'inscrit au cours de l'école de dessin de l'association artistique de Finlande. Il a d'abord comme professeur Carl Jahn et l'année suivante, il peut changer pour la classe modèle dont le professeur est Fredrik Ahlstedt. Il reçoit aussi des leçons particulières de S. A. Keinänen. Selon ses dires, ce sont les enseignements d'Adolf von Becker qui l'ont le plus influencé.
Le décès de son père a mis la famille dans une situation économique telle qu'il cherche à financer ses études en faisant des agrandissements pour la librairie Edlund, et des illustrations de livres pour A. A. Granfelt. Ce faisant, il commence à s’intéresser de plus en plus au travail d'illustration.
En 1884, après ses études à Helsinki, il part étudier à Paris, à la fois à l'Académie Julian de 1884 à 1889 et en même temps de 1887 à 1889 à l'Atelier Cormon. En 1888, il exécute le portrait du peintre suédois Nils Forsberg qui vivait à Paris depuis 1868. Il fait des voyages d'études à Londres et à Berlin en 1895 et en Afrique de 1909 à 1911. En 1898, il participe à Saint-Pétersbourg à l' exposition d’artistes russes et finlandais et à l' Exposition artistique internationale organisée par l'association Mir Iskousstva en 1899.
À Paris, il habite avec Emil Wikström, Albert Edelfelt leur a donné son vieux poêle. Dans les milieux artistiques nordiques de l'époque, on trouve des peintres et des écrivains comme les Suédois August Strindberg et Ernst Josephson, les Norvégiens Bjørnstjerne Bjørnson, Edvard Munch, Frits Thaulow et Adam Dörnberger. Un de ses bons amis est le céramiste français Henry Dehaulme de Vallombreuse. Ils fréquentent les cafés de Montmartre et du Quartier latin. Wikström et Gallén tombent tous deux malades de la diphtérie au printemps 1886.

### Carrière artistique

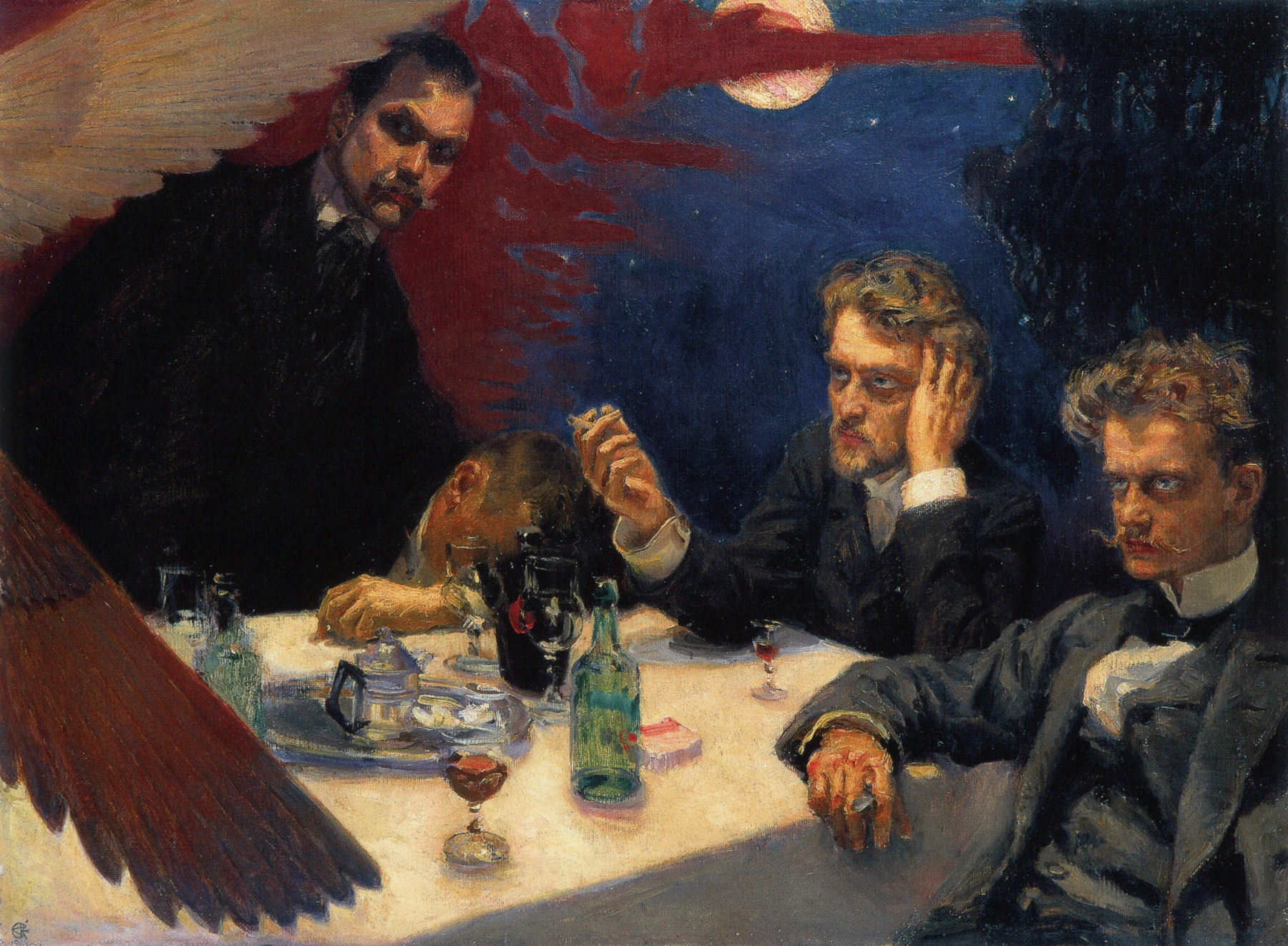
Tableau de Gallen-Kallela intitulé Symposion. 1894.
de gauche à droite : Akseli Gallen-Kallela, Oskar Merikanto, Robert Kajanus et Jean Sibelius.

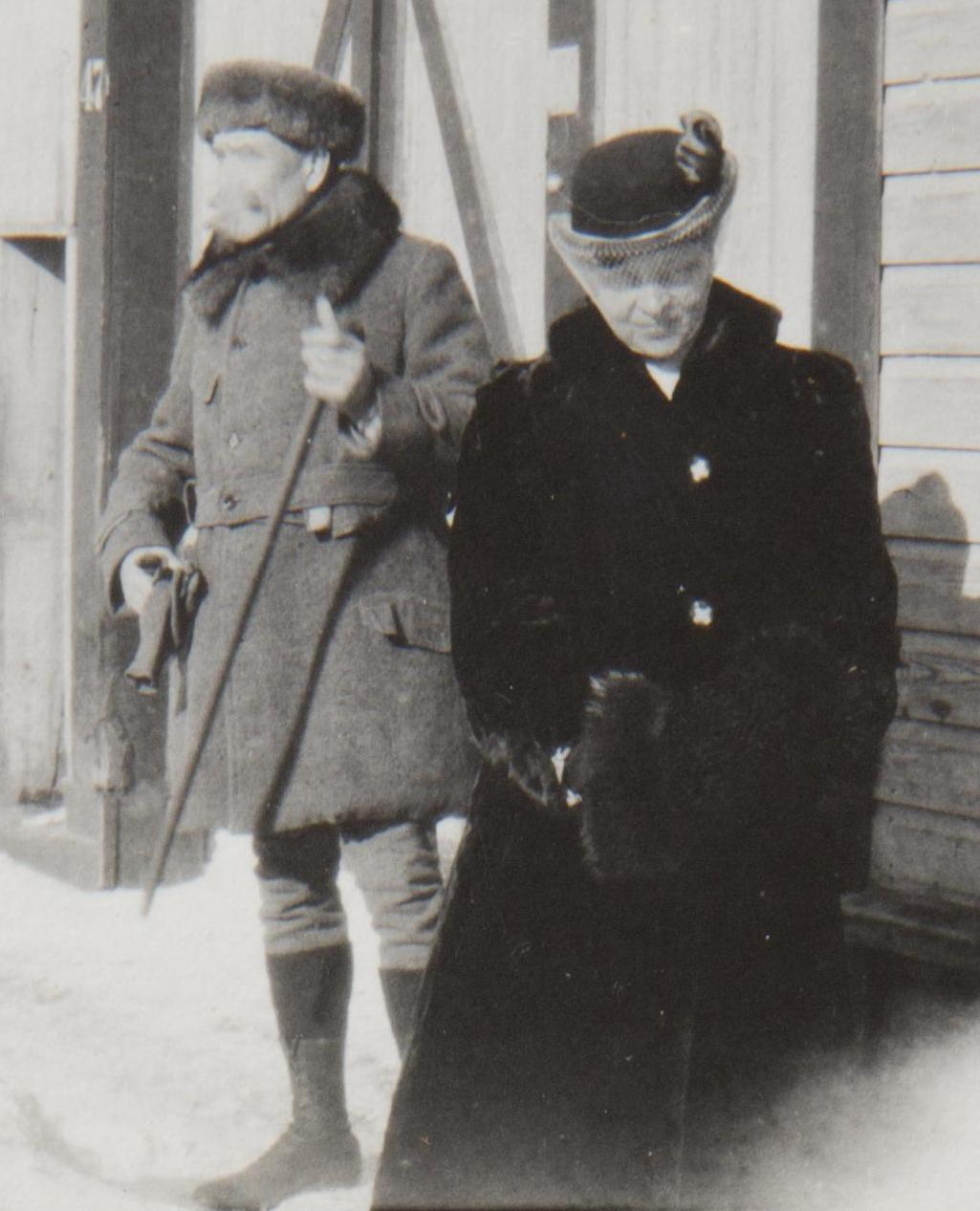
Axel et sa femme Mary, en 1922.

En 1890, Gallen-Kallela se marie avec Mary Helena Slöör. Le jeune couple fait son voyage de noces à Kuhmo et en Carélie. Il commence son célèbre triptyque La Légende d'Aïno.
C’était l’époque de la Jeune Finlande (fi), du carélianisme et les débuts du romantisme de la Carélie du Kalevala, qui de sa façon donnait réponse à la fuite de Gauguin vers le primitivisme. La tendance était au style Romantisme national dans tous les domaines artistiques.
Dans les années 1890, le couple aura trois enfants Marjatta, Kirsti et Jorma. Marjatta mourra de diphtérie à l'âge de quatre ans, ce qui marquera un tournant dans la carrière de l'artiste en 1895.
Dans ses années d’études à Paris, Gallen-Kallela peint la vie de bohème, mais peu à peu la nature, les paysages sauvages et la population de Finlande le rappellent. Et les thèmes mythiques du Kalevala le séduisent.
Au tournant du siècle, Gallen-Kallela contribue fortement à la lutte contre la russification de la Finlande. Il contribue à l’essor d’un art national et en démontrant sa vitalité culturelle, il défend la légitimité de la Finlande à exister en tant que nation. À cette époque, les cercles artistiques finlandais sont majoritairement dans la mouvance du Parti jeune finnois (en finnois : Nuorsuomalainen Puolue).
Dans le tableau Symposion, il peint les rencontres de son cercle du Parti jeune finnois à l’hôtel Kämp.
Dans ce cercle, on trouve entre autres Jean Sibelius, Eino Leino et Robert Kajanus.
L'hiver 1905–1906, le révolutionnaire Maxime Gorki se cache à Helsinki dans l’atelier Pirtti de Gallen-Kalella, qui peindra son portrait pendant son séjour.
En 1907–1908, Akseli Gallen-Kallela voyage en Hongrie. En 1908, une exposition de près de 500 œuvres de Gallen-Kallela est organisée à Budapest. Dans cette ville est érigé un monument à la mémoire de Gallen-Kallela dans un parc de Buda proche du Danube.
En 1918, juste après l’Indépendance de la Finlande pendant la Guerre civile finlandaise, Gallen-Kallela rejoint les troupes blanches (en finnois : valkoiset) du  Gouvernement de Pehr Evind Svinhufvud dirigées par Carl Gustaf Emil Mannerheim. Il est d’abord cartographe des Forces armées finlandaises puis s’installe au siège de l’armée blanche comme Aide de camp de Mannerheim.
À l’exception de la croix de Mannerheim, les médailles de l’ordre de la Croix de la Liberté sont créées à l’époque par Gallen-Kallela. Après la guerre, Gallen-Kallela est adjudant de Mannerheim et conçoit les uniformes de combat de l’armée finlandaise et les médailles de l’ordre de la Rose blanche.
En 1911–1913, Gallen-Kallela conçoit et construit son manoir Tarvaspää à Espoo. En 1961, il est ouvert au public sous le nom de musée Gallen-Kallela. En 1894-1895, il avait déjà conçu et construit un autre atelier nommé Kalela à Ruovesi, qu’il a habité avec sa famille de 1895 à 1900, l’été 1905 puis de 1915 à 1921. Kalela est aussi un musée.

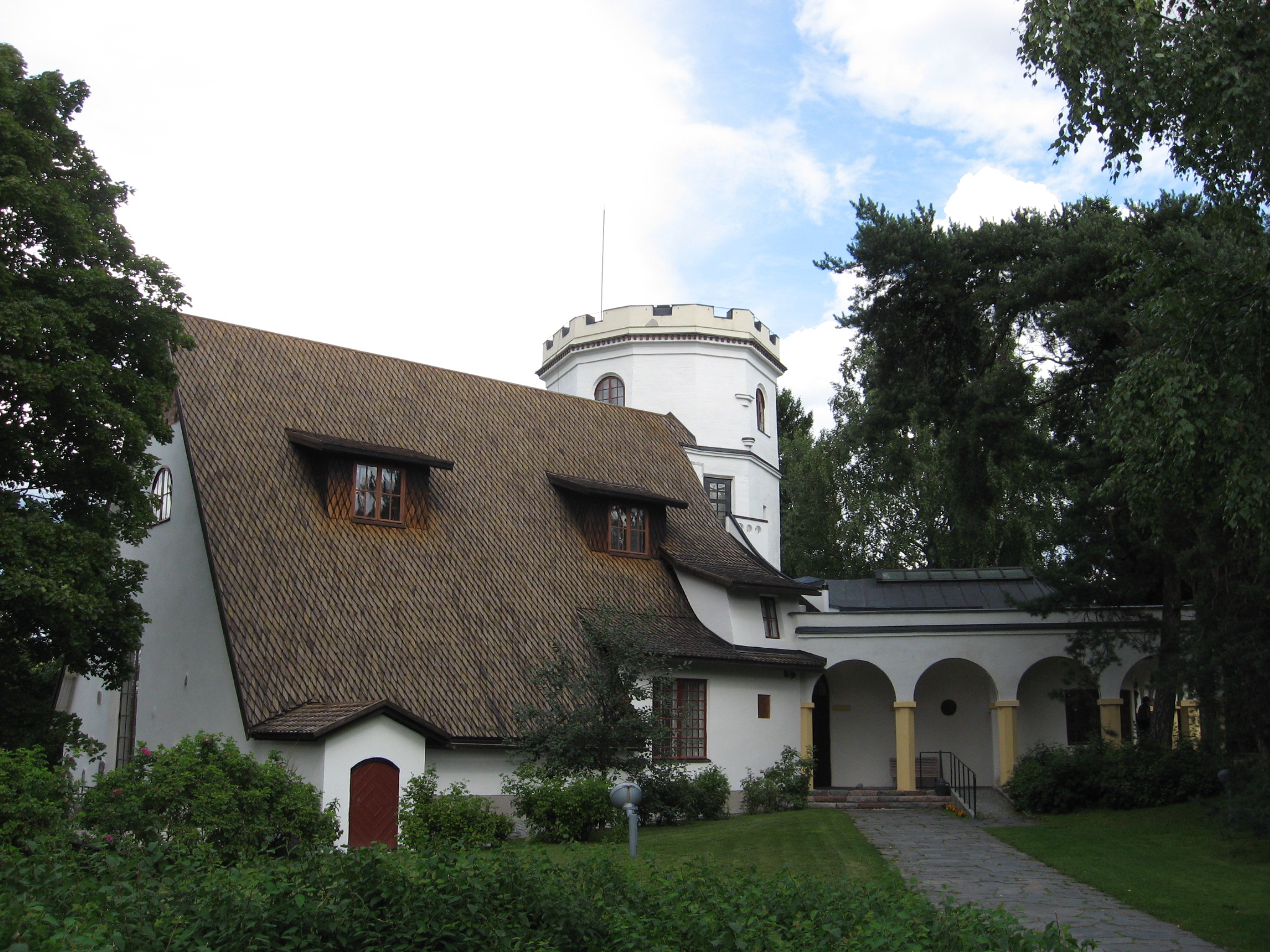
Le musée Gallen-Kallela Tarvaspää à Espoo.

En 1922, pendant qu’il travaille à Porvoo pour WSOY, il commence à travailler sur son projet de Suur-Kalevalaa. Pendant plusieurs années, il recherche des ornements et une typographie. Mais c’est pendant un voyage au Mexique et en Amérique du Nord qu’il trouve comment illustrer en rendant l’esprit des poèmes du Kalevala. Il peut alors terminer son Suur-Kalevala de 75 pages.
En 1931, il est invité à Copenhague pour parler de son œuvre et pour rencontrer d’autres artistes nordiques. Sur le chemin du retour, il meurt d'une pneumonie, le 7 mars 1931 à Stockholm pendant son sommeil. Il est enterré au Cimetière de Hietaniemi à Helsinki.

## Œuvre
Après avoir débuté par une peinture réaliste en puisant ses sujets dans la vie rurale, Akseli Gallen-Kallela se forge un style personnel d'inspiration néo-romantique, caractérisé notamment par des contours marqués et des couleurs vives. Il est célèbre pour ses grands tableaux illustrant des épisodes du Kalevala, l'épopée nationale finlandaise (La Défense du sampo, 1896 ; La Mère de Lemminkäinen, 1897).

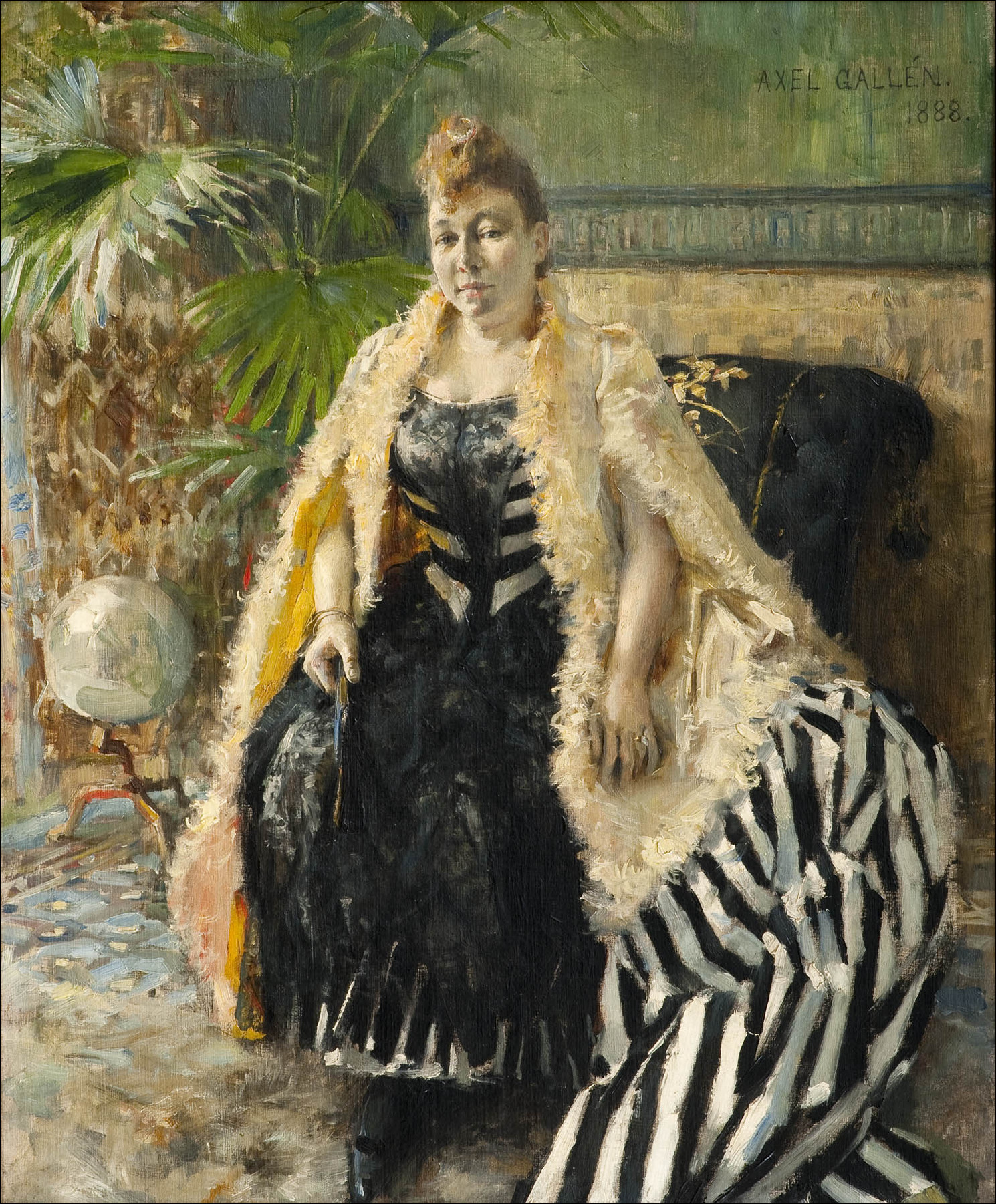
Parisienne (1888).

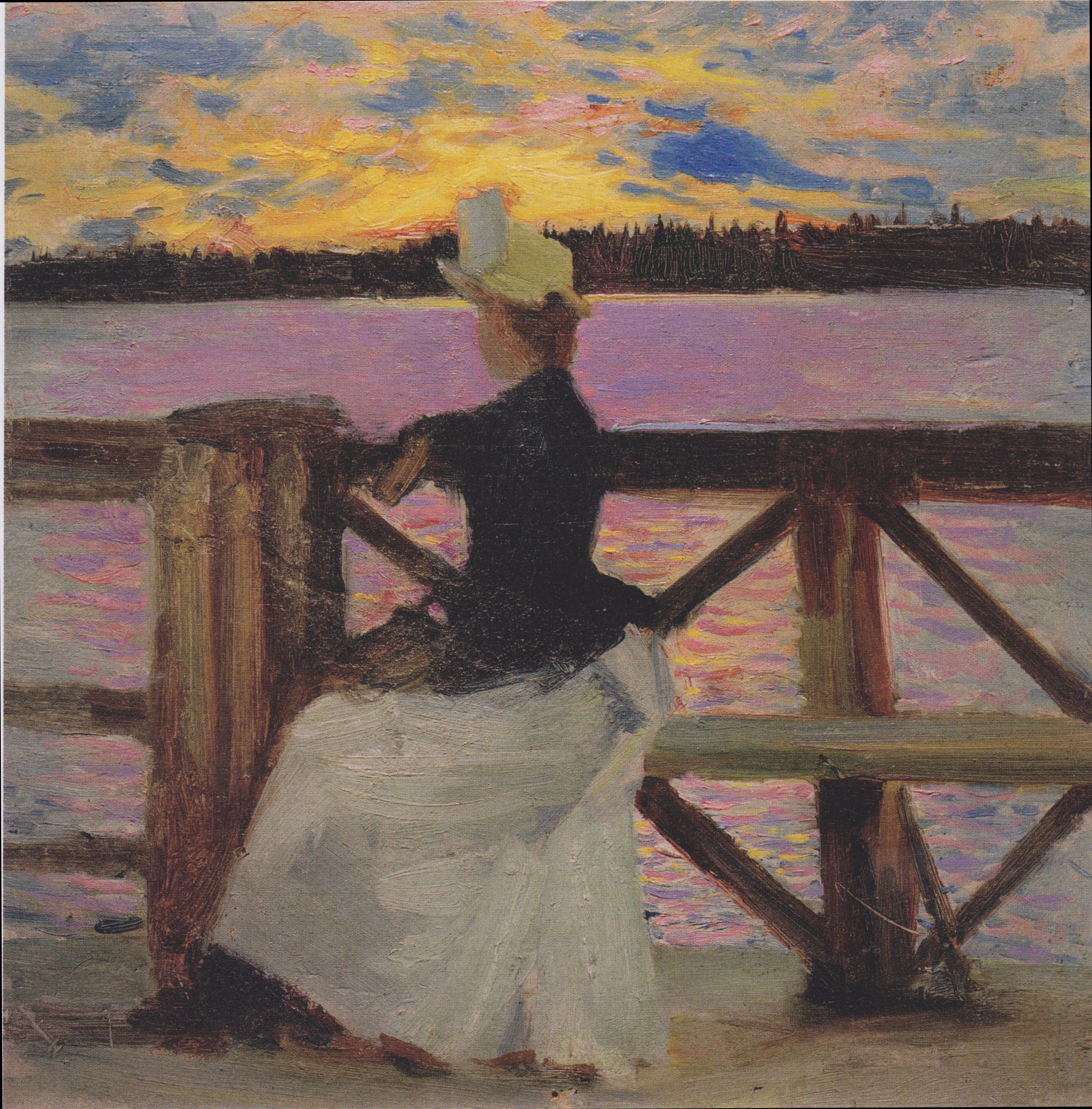
Marie Gallén sur le pont de Kuhmoniemi (1888).

### Liste de tableaux, classés par date
- Garçon et Corbeau (fi)[3] (1884) : Musée d'art Ateneum à Helsinki.
- Vieille femme avec un chat (fi)[4] (1885) : Musée d'art Ateneum à Helsinki.
- La Fille et le Coq[5] (1886)
- Vie rustique (fi)[6] (1887) : Fondation des Beaux-Arts à Mänttä.
- Démasquée, en finnois : paljastettu[7] (1885) : Musée d'art Ateneum à Helsinki.
- Au sauna (fi)[8] (1889) : Galerie nationale de Finlande
- Parisienne[9] (1888)
- Study (esquisse et étude)[10] (1889)
- Marie Gallén sur le pont de Kuhmoniemi[11] (1889)
- La Légende d'Aïno[12] (1891) : Musée d'art Ateneum à Helsinki.
- Ad Astra (1894-1896) : Art Institute of Chicago

## Expositions
- Akseli Gallen-Kallela (1865-1931). Une passion finlandaise, Helsinki, Art Museum, 23 septembre 2011 - 15 janvier 2012 ; Musée d'Orsay, Paris, 7 février - 6 mai 2012 ; Düsseldorf, Museum Kunstpalast, 1er juin - 2 septembre 2012.
- Gallen-Kallela. Mythes et nature, Paris, musée Jacquemart-André, 11 mars 2022 - 25 juillet 2022[13].